# Classe Kruys
 (décembre 2018).
Si vous disposez d'ouvrages ou d'articles de référence ou si vous connaissez des sites web de qualité traitant du thème abordé ici, merci de compléter l'article en donnant les références utiles à sa vérifiabilité et en les liant à la section « Notes et références ».

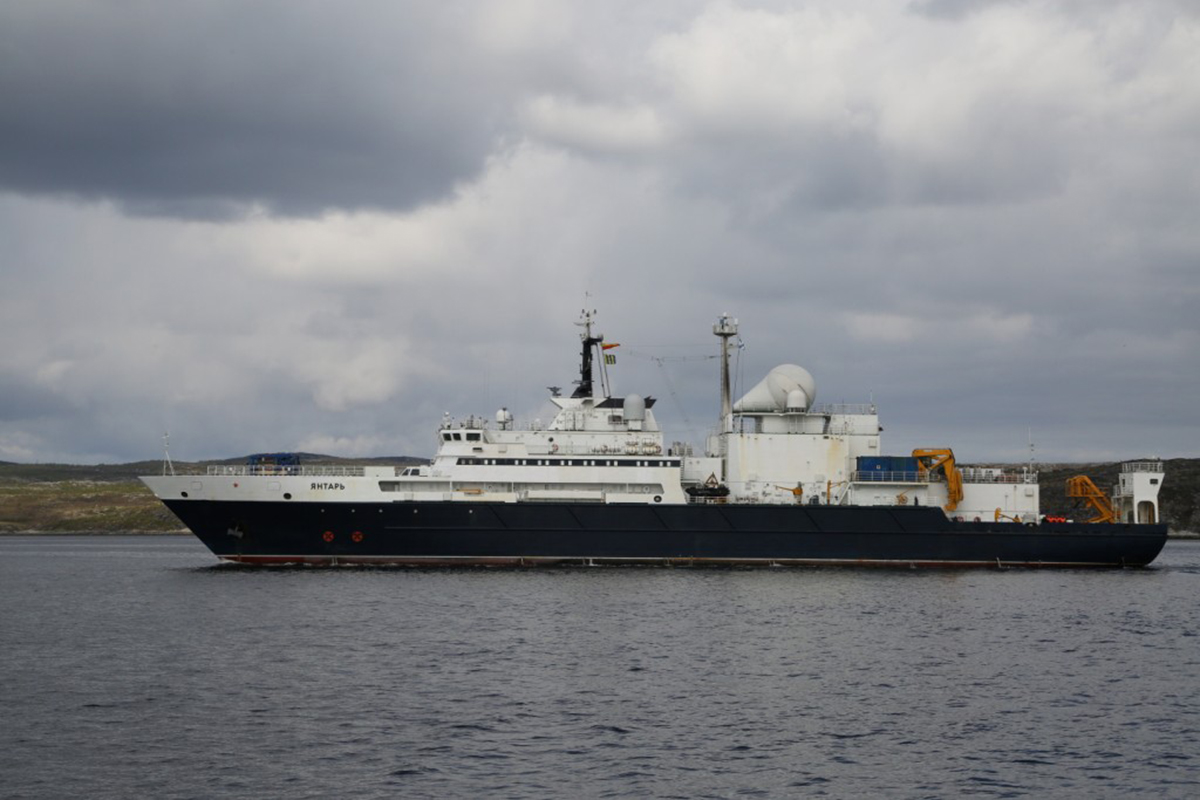
Navire Yantar de Classe Kruys

La Classe Kruys  ou Project 22010 est une classe de navires collecteurs de renseignements russes.

## Description
Il embarque des drones sous-marins de la classe Konsul.

## unités
| Name   | Numéro de coque | Constructeur                 | Pose de la quille | Lancement       | Commission  | Flotte         | Statut | Notes |
| ------ | --------------- | ---------------------------- | ----------------- | --------------- | ----------- | -------------- | ------ | ----- |
| Yantar |                 | Yantar Shipyard, Kaliningrad | 8 juillet 2010    | 5 décembre 2012 | 23 mai 2015 | Flotte du Nord |        |       |
| Almaz  |                 | Yantar Shipyard, Kaliningrad |                   |                 |             |                |        |       |